# أليكساي شوشتكين
أليكساي شوشتكين (21 مايو 1991 بتالديكورغان في كازاخستان - ) هو لاعب كرة قدم كازاخستاني في مركز الهجوم. شارك مع منتخب كازاخستان تحت 21 سنة لكرة القدم ومنتخب كازاخستان لكرة القدم. أما مع النوادي، فقد لعب مع إف كي أتيراو ونادي أستانا ونادي طراز وFC Zhetysu ‏.

## وصلات خارجية
- أليكساي شوشتكين على موقع الاتحاد الأوربي (الإنجليزية)
- أليكساي شوشتكين على موقع قاعدة بيانات كرة القدم.إي يو (الإنجليزية)
- أليكساي شوشتكين على موقع بيانات كرة القدم. دي إي (الألمانية)
- أليكساي شوشتكين على موقع ناشيونال فوتبول تيمز (الإنجليزية)
- أليكساي شوشتكين على موقع Soccerway.com (الإنجليزية)
- أليكساي شوشتكين على موقع عالم كرة القدم.نت (الإنجليزية)
- أليكساي شوشتكين على موقع AS.com (الإسبانية)